# 5576 Albanese
5576 Albanese este un asteroid din centura principală de asteroizi.

## Descriere
5576 Albanese este un asteroid din centura principală de asteroizi. A fost descoperit pe 26 octombrie 1986 la Caussols de CERGA. El prezintă o orbită caracterizată de o semiaxă mare de 2,76 ua, o excentricitate de 0,07 și o înclinație de 5,6° în raport cu ecliptica.